# Кулешовка (Сухиницький район)
Кулешовка (рос. Кулешовка) — присілок в Сухиницькому районі Калузької області Російської Федерації.
Населення становить 0 осіб. Входить до складу муніципального утворення Село Хотень.

## Історія
Від 2004 року входить до складу муніципального утворення Село Хотень

## Населення
| 2002 | 2010 |
| ---- | ---- |
| 1    | ↘0   |